# Christmas Angel
Christmas Angel – drugi studyjny album Isis Gee, dostępny jedynie wraz z kwartalnikiem Promenada Sukcesu od 10 grudnia 2008 roku. Kwartalnik, w nakładzie 50 000 został dystrybuowany  przez sieć EMPiK i HDS w stałej cenie 9,90 zł. Utwory wchodzące w skład albumu powstawały w Polsce (Warszawa), Anglii (Londyn) i Stanach Zjednoczonych (Nowy Jork).

## Utwory
| # | Tytuł                    | Czas |
| - | ------------------------ | ---- |
| 1 | Christmas Angel          | 3:43 |
| 2 | To Hold You at Christmas | 4:35 |
| 3 | O Holy Night             | 4:13 |
| 4 | Jezus malusieńki         | 4:09 |

Do utworów 1 i 2 tekst i aranżację stworzyła Isis Gee, natomiast pozostałe utwory z albumu to tradycyjne kolędy (kolędę „Jezus malusieńki” Isis wykonuje w języku polskim). Wszystkie utwory zostały nagrane i wyprodukowane przez Isis Gee w „Gee Music Studio” (Warszawa). W nagraniu utworu „To Hold You At Christmas” wziął udział Harlem Gospel Choir.

## Utwory niewydane
- Mother dove[1]
- Hallelujah
- I found You (Under my Christmas tree)
- Until then
- Christmas morning